# Malerisaurus
A Malerisaurus a prolacertiformesek egyik neme, amely a késő triász időszakban élt Indiában a Protorosauridae család tagjaként.
A Malerisaurus két felfedezett hiányos csontvázát eredetileg a Parasuchus hislopi gyomormaradványainak gondolták. A fosszíliákat a Gondwana főcsoporthoz tartozó indiai Maleri Formáció késő triász időszaki folyami ártéri üledékéből ásták ki. A Malerisaurus egy kis, feltehetően két lábon járó eosuchia volt, amely képes lehetett fára mászni és úszni is. A koponyáján a húsevő életmódhoz való alkalmazkodás jelei fedezhetők fel, de nem erre specializálódott, inkább rovarevő lehetett. A Malerisaurus diapsida koponyáján kezdetleges és fejlett jellegzetességek is találhatók; ékcsontjának oldalsó része nem csontosodott el, a szem előtti és az állkapcsi koponyaablak (fenestrae) hiányzik, a koponya formája keskenyebb, a nyakcsigolyák meghosszabbodtak és nincs bőrpáncél. A Prolacertiformes alrendbe jelenleg négy család tartozik: a Petrolacosauridae, a Protorosauridae, a Prolacertidae és a Tanystropheidae. A Malerisaurust ideiglenesen a Protorosaurus közeli rokonságába sorolták be.

## Fordítás
- Ez a szócikk részben vagy egészben a Malerisaurus című angol Wikipédia-szócikk ezen változatának fordításán alapul.  Az eredeti cikk szerkesztőit annak laptörténete sorolja fel. Ez a jelzés csupán a megfogalmazás eredetét és a szerzői jogokat jelzi, nem szolgál a cikkben szereplő információk forrásmegjelöléseként.